# 20180 Annakolény
(20180) Annakolény, denumire internațională (20180) Annakoleny, este un asteroid din centura principală de asteroizi.

## Descriere
20180 Annakolény este un asteroid din centura principală de asteroizi. A fost descoperit pe 27 decembrie 1996 la Modra de Adrián Galád și Alexander Pravda. Asteroidul prezintă o orbită caracterizată de o semiaxă mare de 2,48 ua, o excentricitate de 0,12 și o înclinație de 12,9° în raport cu ecliptica.